# Nachal Chagal
Nachal Chagal (hebrejsky: נחל חגל) je vádí v severním Izraeli, cca 9 kilometrů jižně od Galilejského jezera.
Začíná v nadmořské výšce okolo 150 metrů západně od vrchu Giv'at Adamot, v lokalitě Churvat Adamot (חרבת אדמות), která uchovává zbytky starověkého a středověkého osídlení. Pak vádí směřuje k jihovýchodu a sestupuje do příkopové propadliny řeky Jordán. Zde u pahorku Giv'at Gamal zprava přijímá vádí Nachal Adama, podchází dálnici číslo 90 a ústí do řeky Jordán cca 1 kilometr severovýchodně od vesnice Gešer.